# Tuzla (tổng)
Tuzla Canton là một tổng của Liên bang Bosna và Hercegovina. Thủ phủ là Tuzla.
Tổng này được lập theo thỏa thuận Washington năm 1994 giữa Bosnia và Croatia với biên giới được xác định theo hiệp định Dayton năm 1995.

## Các đô thị
Tổng này gồm các đô thị Banovići, Čelić, Doboj Istok (Doboj East), Gradačac, Gračanica, Kladanj, Kalesija, Lukavac, Sapna, Srebrenik, Teočak và Živinice, cũng như thành phố Tuzla.

## Địa lý và dân số
Diện tích tổng này là 2.908 km². Theo điều tra dân số năm 1991, dân số tổng này có 60% là người Bosnia, 28% người Serbi, 9% người Croatia, còn lại là các dân tộc thiểu số (người Nam Tư, người Di-gan, người Sloven, người Ukraina).
==Tham khảo==